# Röd myzomela
Röd myzomela (Myzomela cruentata) är en fågel i familjen honungsfåglar inom ordningen tättingar.

## Utseende och läte
Röd myzomela är en liten och vacker myzomela. Hanen är lysande röd med en något mörkare fläck framför ögat. Honan är också karakteristisk: mestadels olivgrön fjäderdräkt med rödaktigt ansikte, röd övergump och rödaktig stjärt. Vanligaste lätet är ett ljust och insektslikt "tseet" som upprepas.

## Utbredning och systematik
Röd myzomela delas numera vanligen in i två underarter:
- Myzomela cruentata cruentata – förekommer på Nya Guinea och Yapen
- Myzomela cruentata coccinea – förekommer i Bismarckarkipelagen (Niu Briten och Duke of York-öarna)

Karminmyzomelan (Myzomela erythrina) kategoriserades tidigare som del av röd myzomela.

## Levnadssätt
Röd myzomela hittas i såväl ursprunglig regnskog som ungskog, dock mestadels i bergsbelägen skog över 600 meters höjd.

## Status och hot
Arten har ett stort utbredningsområde, men tros minska i antal, dock inte tillräckligt kraftigt för att den ska betraktas som hotad. Internationella naturvårdsunionen IUCN listar arten som livskraftig (LC).